# Aeródromo Walter Braedt Segú
El Aeródromo Walter Braedt Segú (IATA:PTL, OACI:SPWB) es un aeródromo que sirve a las playas del norte del Perú. Está operado por Mancoraland S.A.C., empresa privada que construyó y fundó el aeródromo en septiembre de 2019. En noviembre de 2019, la DGAC otorga la autorización de funcionamiento del aeródromo Walter Braedt Segú.

## Historia

### Inicios - año 1950
En los años 50 El denominado Aeródromo Walter Braedt Segú se llamaba Aeródromo de Máncora y era utilizado por el gobierno como pista de aterrizaje de emergencia. 

### Emisión de licencias - año 2004
En el 2004, la MTC y la DGAC le dan la autorización y la viabilidad a Walter Braedt Segú para poder construir un aeródromo. El aeródromo se construye y es inaugurado en el año 2019. 

### Primer vuelo comercial - año 2020
El primer vuelo inaugural lo hace la compañía WayraPerú el 7 de septiembre de 2020.  El vuelo WY 2156 de Wayra Perú estaba programado para salir a las 8:30 horas en un Fokker 70 con una configuración de 77 pasajeros. El vuelo tuvo una duración de 1 hora y 30 minutos con rumbo al aeródromo Walter Braedt Segú.

## Ubicación e infraestructura
Es la principal terminal aérea de la provincia de Punta Sal. Se encuentra en el km 1169 de la panamericana norte y a 3 kilómetros al norte de la ciudad de Máncora. Su entrada principal da a la Panamericana Norte.
Esta terminal cuenta con dos estructuras, la torre de control y la terminal de pasajeros. Este último, ocupa un área aproximada de 200 metros cuadrados y en él se ubican la sala de embarque, la sala de espera y los servicios higiénicos. Asimismo, también tiene un espacio para la recogida del equipaje de los viajeros que llegan a la terminal.

## Aerolíneas y destinos
| Aerolíneas    | Destinos                                                                                           |
| ------------- | -------------------------------------------------------------------------------------------------- |
| Avior Perú    | Vuelos Chárter dentro de Perú, mayormente en el norte del país. Tumbes, Piura, Talara, Chulucanas. |
| Wayra         | Vuelos a Lima                                                                                      |
| Atsa Airlines | Vuelos a Lima                                                                                      |

## Características
Es usado principalmente por turistas, viajeros nacionales e internacionales, debido a su proximidad a los balnearios de la costa norte del Perú, como Máncora, Zorritos y Punta Sal. Asimismo, se encuentra cerca de la línea fronteriza con el Ecuador. En ese sentido, la mayor parte de sus viajeros son peruanos que buscan visitar el norte del país.